# Синдром поликистозных яичников
Синдром поликистозных яичников (СПКЯ, известный также как синдром Штейна—Левенталя) — полиэндокринный синдром и интерсекс-вариация, сопровождающаяся нарушениями функции яичников (отсутствием или нерегулярностью овуляции, повышенной секрецией андрогенов и эстрогенов), поджелудочной железы (гиперсекреция инсулина), коры надпочечников (гиперсекреция надпочечниковых андрогенов), гипоталамуса и гипофиза.

## Номенклатура
Другие названия для этого синдрома следующие:
- болезнь поликистозных яичников (некорректно, поскольку это состояние характеризуется не как болезнь, отдельная нозологическая форма, а как клинический синдром, причины которого могут быть различны);
- функциональная яичниковая гиперандрогения (или функциональный яичниковый гиперандрогенизм);
- гиперандрогенная хроническая ановуляция;
- яичниковый дисметаболический синдром;
- синдром поликистоза яичников;
- поликистоз яичников.

## Определения
Существуют два наиболее употребительных в клинической практике определения синдрома поликистозных яичников.
Первое определение выработано в 1990 году консенсусом экспертной комиссии, сформированной Американским Национальным институтом здравоохранения (NIH). Согласно этому определению, пациентке должен быть поставлен диагноз поликистоза яичников, если у неё одновременно присутствуют:
1. Симптомы избыточной активности или избыточной секреции андрогенов (клинические и/или биохимические);
2. Олигоовуляция или ановуляция

и если при этом исключены другие причины, способные вызывать поликистоз яичников.
Второе определение сформулировано в 2003 году консенсусом европейских экспертов, сформированным в Роттердаме. По этому определению, диагноз ставится, если у пациентки присутствуют одновременно любые два из трёх следующих признаков:
1. Симптомы избыточной активности или избыточной секреции андрогенов (клинические или биохимические);
2. Олигоовуляция или ановуляция;
3. Поликистозные яичники при ультразвуковом исследовании органов малого таза

и если при этом исключены другие причины, способные вызывать поликистоз яичников.
Роттердамское определение значительно шире и включает в группу страдающих этим синдромом значительно больше пациенток. В частности, оно включает в себя и пациенток без клинических или биохимических признаков избытка андрогенов (поскольку обязательными являются любые два из трёх признаков, а не все три), в то время как в американском определении избыточная секреция или избыточная активность андрогенов является обязательным условием для диагноза поликистоза яичников. Критики Роттердамского определения утверждают, что находки, полученные при изучении пациенток с избытком андрогенов, не обязательно могут быть экстраполированы на пациенток без симптомов избытка андрогенов.

## Симптомы
Общие симптомы поликистоза яичников следующие:
- Олигоменорея, аменорея — нерегулярные, редкие менструации или полное отсутствие менструаций; те менструации, которые всё же происходят, могут быть патологически скудными или, напротив, чрезмерно обильными, а также болезненными;
- Бесплодие, обычно являющееся результатом хронической ановуляции или олигоовуляции (полного отсутствия овуляций либо овуляция происходит не в каждом цикле);
- Повышенные уровни в крови андрогенов (мужских гормонов), в особенности свободных фракций тестостерона, андростендиона и дегидроэпиандростерона сульфата, что вызывает гирсутизм и иногда маскулинизацию[7];
- Центральное ожирение — «паукообразное» или «в форме яблока» ожирение по мужскому типу, при котором основная масса жировой ткани концентрируется внизу живота и в брюшной полости;
- Андрогенная алопеция (существенное облысение или выпадение волос по мужскому типу с залысинами по бокам лба, на макушке, происходящее из-за нарушения гормонального баланса);
- Угревая сыпь, жирная кожа, себорея;
- Акантоз (тёмные пигментные пятна на коже, от светло-бежевого до тёмно-коричневого или чёрного);
- Акрохордоны (кожные складки) — мелкие складки и морщинки кожи;
- Появление стрий (полос растяжения) на коже живота, бёдер, ягодиц, в результате быстрой прибавки массы тела на фоне гормонального дисбаланса;
- Длительные периоды симптомов, напоминающих симптомы предменструального синдрома (отёки, колебания настроения, боль внизу живота, в пояснице, боли или набухание молочных желёз);
- Ночные апноэ — остановки дыхания во сне, приводящие к частым ночным пробуждениям больной;
- Депрессия, дисфория (раздражительность, нервозность, агрессивность), нередко сонливость, вялость, апатия, жалобы на «туман в голове».
- Множественные кисты яичников. Сонографически они могут выглядеть как «жемчужное ожерелье», скопление белёсых пузырьков или «косточки фрукта», рассеянные по всей ткани яичников;
- Увеличение размеров яичников в 1,5—3 раза за счёт возникновения множества мелких кист;
- Утолщённая, гладкая, жемчужно-белая наружная поверхность (капсула) яичников;
- Утолщённый, гиперплазированный эндометрий матки — результат длительного избытка эстрогенов, не сбалансированного адекватными прогестероновыми влияниями;
- Хроническая боль внизу живота или в пояснице, в тазовой области, вероятно вследствие сдавления органов малого таза увеличенными яичниками или вследствие гиперсекреции простагландинов в яичниках и эндометрии; точная причина хронической боли при поликистозе яичников неизвестна;
- Повышенный уровень ЛГ или повышенное соотношение ЛГ/ФСГ: при измерении на 3-й день менструального цикла соотношение ЛГ/ФСГ оказывается больше 1:1;
- Пониженный уровень глобулина, связывающего половые стероиды;
- Гиперинсулинемия (повышенный уровень инсулина в крови), нарушение толерантности к глюкозе, признаки инсулинорезистентности тканей при тестировании по методу сахарной кривой[8].

## Риски для здоровья и осложнения
Женщины, страдающие поликистозом яичников, подвержены повышенному риску развития следующих осложнений:
- Гиперплазия эндометрия и рак эндометрия вследствие отсутствия или нерегулярности менструаций и «накопления» неслущивающегося эндометрия, а также вследствие отсутствия или недостаточности прогестероновых влияний, приводящего к длительной несбалансированной прогестероном гиперстимуляции клеток эндометрия повышенным уровнем эстрогенов;
- Рак молочной железы;
- Ожирение;
- Инсулинорезистентность и сахарный диабет 2-го типа;
- повышенное артериальное давление;
- Тромбозы, тромбоэмболии, тромбофлебиты вследствие повышения свёртываемости крови;
- Дислипидемия (нарушения обмена холестерина и триглицеридов с возможным развитием атеросклероза сосудов);
- Сердечно-сосудистые заболевания, инфаркт миокарда, инсульт.

Данные ряда исследователей указывают на то, что женщины с поликистозом яичников имеют повышенный риск выкидыша или преждевременных родов, невынашивания беременности. Кроме того, многие женщины с этим синдромом не могут зачать или имеют трудности с зачатием вследствие нерегулярности менструального цикла и отсутствия или редко происходящих овуляций. Однако при правильном лечении эти женщины могут нормально зачать, выносить и родить здорового ребёнка.

## Эпидемиология
Хотя при ультразвуковом обследовании малого таза яичники, выглядящие как поликистозные, обнаруживаются у до 20 % женщин репродуктивного возраста (в том числе и не предъявляющих никаких жалоб), лишь у 5-10 % женщин репродуктивного возраста обнаруживаются клинические признаки, позволяющие ставить диагноз синдрома поликистозных яичников. Синдром поликистозных яичников одинаково распространён в разных этнических группах. Он является наиболее частым гормональным расстройством у женщин детородного возраста и одной из ведущих причин женского бесплодия.

## Этиология и патогенез
Точные причины развития синдрома неизвестны, однако большое значение придается патологическому снижению инсулин-чувствительности периферических тканей, прежде всего жировой и мышечной ткани (развитию их инсулинорезистентности) при сохранении инсулин-чувствительности ткани яичников. Возможна также ситуация патологически повышенной инсулин-чувствительности ткани яичников при сохранении нормальной чувствительности к инсулину периферических тканей.
В первом случае, как следствие инсулинорезистентности организма, возникает компенсаторная гиперсекреция инсулина, приводящая к развитию гиперинсулинемии. А патологически повышенный уровень инсулина в крови приводит к гиперстимуляции яичников и повышению секреции яичниками андрогенов и эстрогенов и нарушению овуляции, поскольку яичники сохраняют нормальную чувствительность к инсулину.
Во втором случае уровень инсулина в крови нормален, однако реакция яичников на стимуляцию нормальным уровнем инсулина патологически повышена, что приводит к тому же самому результату — гиперсекреции яичниками андрогенов и эстрогенов и нарушению овуляции.
Патологическая инсулинорезистентность тканей, гиперинсулинемия и гиперсекреция инсулина при поликистозе яичников часто (но не всегда) бывают следствием ожирения или избыточной массы тела. Вместе с тем эти явления и сами могут приводить к ожирению, так как эффектами инсулина являются повышение аппетита, повышение отложения жира и уменьшение его мобилизации.
В патогенезе поликистоза яичников придают значение также нарушениям регулирующих гипоталамо-гипофизарных влияний: избыточной секреции ЛГ, аномально повышенному соотношению ЛГ/ФСГ, повышенному «опиоидергическому» и пониженному дофаминергическому тонусу в системе гипоталамус-гипофиз. Состояние может отягощаться и труднее поддаваться лечению при наличии сопутствующей гиперпролактинемии, субклинической или клинически выраженной недостаточности щитовидной железы. Такие сочетания встречаются у этих женщин значительно чаще, чем в общей популяции, что может говорить о полиэндокринной или полиэтиологической природе синдрома Штейна-Левенталя.
Некоторые исследователи придают значение повышенному уровню простагландинов и других медиаторов воспаления в текальной ткани яичников и в фолликулярной жидкости у больных поликистозом яичников и считают, что в патогенезе синдрома поликистозных яичников может играть роль возникающее по невыясненным пока причинам «холодное», асептическое воспаление ткани яичников, перенесённые воспалительные заболевания женской половой сферы или аутоиммунные механизмы. Известно, что введение простагландина E1 в яичник или в питающий его сосуд вызывает у лабораторных крыс значительное повышение секреции андрогенов и эстрогенов тека-тканью яичника.

## Лечение

### История
Исторически самые первые попытки лечения синдрома поликистозных яичников состояли в оперативном вмешательстве — декапсуляции яичников или их частичной резекции с удалением наиболее пораженных кистозом участков ткани, или иссечении овариального ложа (ovarian wedge resection), или в аккуратном применении диатермии (нагревания) яичников. В ряде случаев такие операции приводили к успеху и позволяли восстановить фертильность женщины, а также добиться резкого снижения секреции андрогенов яичниками, нормализации менструального цикла и др. Однако оперативное вмешательство не всегда возможно, и не всегда приводило к успеху. Кроме того, возможны осложнения, например, формирование спаек. Поэтому специалисты искали консервативные, нехирургические методы лечения поликистоза яичников.
Традиционное консервативное лечение состояло в назначении антиандрогенов, эстрогенов, прогестинов с антиандрогенной активностью или их комбинации (например, в виде противозачаточных таблеток типа Диане-35). Такое лечение обычно позволяло нормализовать менструальный цикл, но обладало недостаточной эффективностью в отношении кожных проявлений (угри, сальность кожи, андроген-зависимая алопеция), не позволяло восстановить овуляцию и фертильность, и не устраняло сами причины поликистоза яичников (нарушения инсулиновой секреции и инсулин-чувствительности тканей, функции оси гипоталамус-гипофиз и др.). Более того, лечение эстрогенами, прогестинами и антиандрогенами часто сопровождалось дальнейшим увеличением веса пациенток, усугублением имеющихся проблем с углеводным обменом и щитовидной железой, гиперпролактинемией, депрессией.
Следующая попытка усовершенствовать методы лечения синдрома поликистозных яичников была предпринята с появлением в арсенале врачей антиэстрогенных препаратов — клостилбегита (кломифена цитрата) и тамоксифена. Применение кломифенцитрата или тамоксифена в середине цикла позволяло в примерно 30 % случаев успешно индуцировать овуляцию, восстановить фертильность женщин и добиться стабильного овуляторного менструального цикла без применения экзогенных гормонов (эстрогенов, прогестинов и антиандрогенов). Однако эффективность клостилбегита и тамоксифена в отношении остальных симптомов поликистоза яичников, в частности, проявлений гиперандрогении, оказалась ограниченной. Эффективность комбинированной терапии (эстрогены и прогестины либо антиандрогены по циклу, клостилбегит или тамоксифен в середине цикла) оказалась выше, но тоже недостаточной.
Попытки улучшить эффективность лечения женщин с синдромом поликистоза яичников путём коррекции достоверно имеющихся или предполагаемых сопутствующих эндокринных нарушений (коррекция сопутствующей гиперпролактинемии бромокриптином, сопутствующей субклинической недостаточности щитовидной железы назначением тиреоидных гормонов, подавление гиперсекреции андрогенов надпочечниками с помощью назначения небольших доз дексаметазона) оказались отчасти успешными, но успех был индивидуален и недостаточно постоянен и предсказуем.
Реальные сдвиги в эффективности лечения поликистоза яичников произошли тогда, когда удалось глубже проникнуть в понимание патогенеза поликистоза яичников и когда стали придавать основное, первостепенное значение в развитии этого состояния гиперсекреции инсулина и патологической инсулинорезистентности тканей при сохранной инсулинчувствительности яичников. С этого времени для лечения поликистоза яичников стали широко применять в качестве препаратов первой линии препараты, нормализующие чувствительность тканей к инсулину и понижающие секрецию инсулина — метформин, глитазоны (пиоглитазон, розиглитазон). Такой подход оказался очень успешным — у 80 % женщин с поликистозом яичников на монотерапии метформином или одним из глитазонов спонтанно восстанавливалась овуляция, нормализовывался менструальный цикл, снижалась секреция андрогенов яичниками и исчезали либо уменьшались симптомы гиперандрогении, снижался вес тела, нормализовывался углеводный обмен, улучшалось психическое состояние. Большинство этих женщин затем смогли выносить и родить здоровых детей.
Ещё более высокий процент успеха, превышающий 90 %, дала комбинированная терапия — сочетание метформина или глитазонов с уже ранее известными методами (эстрогенами, антиандрогенами и прогестинами, и/или с антиэстрогенами в середине цикла и/или, возможно, коррекцией сопутствующих нарушений секреции пролактина, гормонов щитовидной железы, надпочечниковых андрогенов). Введение в практику гинекологов-эндокринологов такого комбинированного подхода к лечению поликистоза яичников позволило почти полностью исключить, кроме редких полирезистентных случаев, необходимость в хирургическом вмешательстве по поводу поликистоза яичников, а также сделать значительно более редкой необходимость в индукции овуляции с помощью гонадотропинов и в искусственном оплодотворении женщин с поликистозом яичников.

### Современное состояние вопроса
На сегодняшний день препаратами первой линии при лечении поликистоза яичников являются метформин и глитазоны (пиоглитазон, розиглитазон). К ним могут быть присоединены, при необходимости, антиандрогенные препараты (ципротерона ацетат), эстрогены (этинилэстрадиол в виде отдельного препарата или в противозачаточных таблетках), прогестины, малые дозы дексаметазона (0.5-1 мг в вечернее время для подавления секреции надпочечниковых андрогенов).
Необходимы меры по нормализации массы тела: диета, физическая активность.
Перспективным направлением эффективной и безопасной терапии СПКЯ является использование нутрицевтиков (в частности, мио-инозитола). Миоинозитол и его производные необходимы для осуществления эффектов ГНВГ, ЛГ, ФСГ. Эффекты мио-инозитола у женщин с СПКЯ были изучены в систематическом анализе рандомизированных контролируемых исследований. В целом, результаты анализа позволяют рекомендовать использование мио-инозитола для улучшения функции яичников, а также метаболических и гормональных показателей у пациенток с СПКЯ.
При наличии сопутствующей гиперпролактинемии показана её коррекция с помощью назначения бромокриптина. При выявлении субклинической, а тем более клинически выраженной недостаточности щитовидной железы она подлежит коррекции с помощью назначения экзогенного L-тироксина.
При необходимости индуцировать овуляцию, если она не восстанавливается спонтанно на фоне терапии метформином или глитазонами, женщине могут быть назначены клостилбегит или тамоксифен в середине цикла.
В случае резистентности ко всем применяемым методам лечения показана хирургическая операция (лазерная или диатермокоагуляция яичников либо их декапсуляция, частичная резекция).
Рандомизированное, двойное слепое, плацебо-контролируемое клиническое исследование на людях показало, что прием масла примулы вечерней (1000 мг/сут) в течение 12 недель способствовал регуляции менструального цикла у девочек-подростков с СПКЯ.
В последние годы была признана связь между микробиомом и СПКЯ. Микробиота различается в зависимости от патологических особенностей синдрома. Способствуя эубиозу в лечении могут помочь пребиотики, пробиотики, синбиотики и трансплантация фекальной микробиоты. Однако необходимы дополнительные исследования, чтобы выяснить механизмы, обеспечивающие этот положительный эффект.

### Медицинская информация
- Центр по изучению синдрома поликистозных яичников при Чикагском Университете
- Введение в проблему поликистоза яичников от д-ра Джона Эдена POSAA
- Новости о синдроме поликистозных яичников и бесплодии
- Международный совет по распространению информации о бесплодии — Часто задаваемые вопросы о поликистозе яичников.
- Статья «Гиперандрогенные состояния и синдром поликистозных яичников».

### Группы поддержки для пациенток
- Ассоциация больных поликистозом яичников в Австралии
- Сайт для женщин всех возрастов, страдающих поликистозом яичников
- Британская группа поддержки женщин с поликистозом яичников
- Международная ассоциация поддержки женщин с синдромом поликистозных яичников